# Laval-d'Aurelle
Laval-d'Aurelle è un ex comune francese di 59 abitanti situato nel dipartimento dell'Ardèche della regione dell'Alvernia-Rodano-Alpi. Il 1º gennaio 2019 il comune si è fuso con quello di Saint-Laurent-les-Bains per formare il comune di Saint-Laurent-les-Bains-Laval-d'Aurelle.

## Società

### Evoluzione demografica
Abitanti censiti